# Кулик, Александр (протоиерей)
Алекса́ндр Кули́к (11 сентября 1911, Белосток, Гродненская губерния, Российская империя — 17 октября 1966, Рим, Италия) — католический священник византийского обряда, митрофорный протоиерей, советник Конгрегации Восточных церквей, журналист, участник Русского апостолата, деятель Русского зарубежья.

## Биография
Родился в Белостоке в православной семье. Учился в интернате Святого Георгия в период нахождения его в Намюре, Бельгия.
Принял католичество в 1930 году. С 1931 года учился в Папском восточном институте и в Руссикуме.
В сан священника рукоположен 06.12.1936, вел пастырскую деятельность среди русских эмигрантов в Лилле, служил на приходах во Франции. В 1948 году направлен в Буэнос-Айрес, Аргентина, где служил в приходе Петра и Павла в Буэнос-Айресе, редактировал газету «За Правду!», работал в интернате для русских детей имени Святого Андрея.

«небольшой интернат, по образцу интерната святого Гергия в Медоне, но в гораздо более скромных размерах. Интернат находится в 40 километрах от Буэнос-Айреса. В нём, под опытным руководством отца Александра Кулика, воспитываются русские мальчики. Дети посещают местные школы, а в интернате готовят уроки, под руководством одного испанского священника отца Бенито, недавно приехавшего из Руссикума. Само собой разумеется, что воспитанникам преподаются в интернате и все русские предметы — русский язык, русская история и история русской литературы. Таким образом, христианское воспитание, которое дает детям интернат, сочетается с воспитанием в национальном духе… Тут также настоящий русский уголок, где дети воспитываются в любви к Богу и к родине в рамках русских родных традиций, посещая в то же время местную аргентинскую школу»
В 1953 году Кулик, наряду с Филиппом де Режис, М. В. Розановым и А. Ставровским был основателем института Русской культуры
Русские католические структуры в Аргентине с 1959 года входят в Ординариат Аргентины для верных восточного обряда.
Кулик был вызван в Рим и назначен Советником Конгрегации по делам Восточных церквей.
Участник Второго Ватиканского собора, где был аккредитован переводчиком при официальной делегации РПЦ МП
В 1963 году удостоен права ношения митры
В 1965 году назначен настоятелем прихода Святой Троицы в Париже, в котором прежде в течение многих лет служил священником.
Свидетельство М. Н. Гаврилова:

«Мой большой друг, русский католический священник, отец Александр Кулик, который и „переводил“ меня в католичество, говорил: Крест русского католика не о четырёх, а о восьми концах. Иногда Вас будут считать тайным агентом православия, перешедшим „для вида“. Вам будут указывать, что Вы ещё не „настоящий“ католик. На Вас будут коситься за Вашу приверженность к Востоку. Вам придется встретиться с постоянным стремлением прямо или обходными путями навязать вам латинские формы благочестия, латинскую религиозную психологию и т. д., и т. д. Не надо забывать, что нынешняя Католическая Церковь, будучи подлинно Вселенской, потому что в ней находится Богом установленный Центр Вселенской Церкви, Святейший Престол, — тем не менее, в своем реальном осуществлении есть пока ещё лишь Церковь латинская, Церковь народов латинской расы и культуры. Русский православный человек, „переходящий“ в католичество, идет лишь создавать, начинать создавать русскую православную католическую церковь, которой ведь ещё нет. Это дело трудное, подвиг великий. Если человек, не хочет идти на этот подвиг, не хочет ставить перед собою эту задачу труда на создание подлинно русской православной Церкви, находящейся в признанном видимом и официальном общении с Римским Апостольским Престолом, то тогда пусть он лучше сидит на месте, никуда не „переходит“, а остается в той церковной общине, в которой до сих пор был»